# Rick Hill
Richard „Rick” Hill (ur. 30 grudnia 1946) – amerykański polityk, członek Partii Republikańskiej. W latach 1997–2001 był przedstawicielem stanu Montana w Izbie Reprezentantów Stanów Zjednoczonych.